# Psilophana andina
Psilophana andina är en svampart som beskrevs av Syd. 1939. Psilophana andina ingår i släktet Psilophana, ordningen disksvampar, klassen Leotiomycetes, divisionen sporsäcksvampar och riket svampar.   Inga underarter finns listade i Catalogue of Life.